# Youssef Nabil
Youssef Nabil (Cairo, 6 de novembro de 1972) é um fotógrafo e artista plástico egípcio.

## Biografia
Youssef Nabil iniciou sua carreira fotográfica em 1992, pouco antes de seu encontro com o fotógrafo americano David Lachapelle, no Cairo, onde ele trabalha para Nova York em 1993.
Em 1997, trabalhou em Paris com o fotógrafo de moda peruano Mario Testino até 1998.
Em 1999, ele apresentou sua primeira exposição individual em Cairo.
Ao longo dos anos, continua a ser um amigo muito próximo do fotógrafo, estúdio de retratos, Van Leo (Leão Boyadjian 1921-2001), de origem egípcia-armênio, que incentiva-los a sair em direção ao Oeste.
Em 2003, venceu o prémio de Seydou-Keita, por ocasião da Bienal de fotografia africana em Bamako.
Em 2001, durante a sua viagem para o Cairo, o inglês artista Tracey Emin descobriu o seu trabalho, e citá-lo mais tarde como um dos principais artistas no artigo de Amanhã, o Povo da revista Harper's Bazaar.
Ele abandonou o Egito em 2003, para fazer residência na Cité internationale des Arts, em Paris. Em 2006, deixa Paris para trabalhar e viver em Nova York.
Um número de pessoas famosas têm sido assunto para o objetivo e as técnicas específicas de Youssef Nabil que é a coloração por mão de prata em gelatina de impressão. Entre eles, Tracey Emin, Gilbert & George, Nan Goldin, Marina Abramovic, Louise Bourgeois, Shirin Neshat, Alicia Keys, Natacha Atlas, Sting, Omar Sharif, Faten Hamama, Rossy de Palma, Charlotte Rampling, Isabelle Huppert e Catherine Deneuve.
Em 2010, Nabil escreveu, produziu e dirigiu seu primeiro filme, Você Nunca saiu, um curta-metragem de 8 minutos com os atores Fanny Ardant e Tahar Rahim.
Em 2015, Nabil apresentou a sua segunda curta-metragem de 12 minutos, com Salma Hayek e Tahar Rahim.
O trabalho de Nabil tem sido apresentado em diversas mostras individuais e coletivas, o Museu Britânico, de Londres; Centro de la Imagen, Cidade do México; North Carolina Museum of Art, Raleigh; Centro Báltico de Arte Contemporânea, de Newcastle; Centro de Cultura Contemporánea de Barcelona; Institut du monde arabeem Paris; Savannah College of Art and Design, Savannah, ga, Kunstmuseum Bonn; Galerie Nathalie Obadia, Paris / Bruxelas; A Terceira Linha, em Dubai; O Townhouse gallery, Cairo; Galerist, Istambul; Marco Noire galeria, Turim; Yossi Milo gallery, em Nova York; o Centro Andaluz de Arte Contemporáneo, Sevilla; Aperture Foundation, Nova Iorque, e o Villa Medici, em Roma.
Nabil atualmente vive e trabalha em Nova York.

## Filmes
- Você Nunca saiu (2010), com Fanny Ardant e Tahar Rahim
- Eu salvei a Minha Dançarina do Ventre (2015), com Salma Hayek e Tahar Rahim

## Exposições

### Solo
- 2013 – Hora da Transformação, A Terceira Linha de Galeria, em Dubai. U. A. E.
- 2012 – Youssef Nabil, Maison européenne de la photographie, de Paris, França.
- 2011 – Você Nunca Saiu, Nathalie Obadia Galeria, Paris, França.
- 2010 – Youssef Nabil, Yossi Milo Gallery, De Nova York, U. S. A.
- 2010 – eu Vivo Dentro de Você, Savannah College of Art and Design-SCAD, Savannah, U. S. A.
- 2009 – Youssef Nabil, GALERIST, em Istambul, Turquia.
- 2009 – eu Vivo Dentro de Você, Savannah College of Art and Design-SCAD, Atlanta, U. S. A.
- 2009 – eu não vou Deixar você Morrer, o Villa Medici, em Roma, Itália.
- 2009 – eu vou para o Paraíso, A Terceira Linha de Galeria, Dubai, U. A. E.
- 2009 – Youssef Nabil, Volker Diehl Gallery, Berlim, Alemanha.
- 2008 – Cinema, Michael Stevenson Gallery, Cidade Do Cabo, África Do Sul.
- 2007 – Dormir em meus braços, Michael Stevenson Gallery, Cidade do Cabo, África do Sul.
- 2007 – Retratos, Auto-retratos, A Terceira Linha de Galeria, Dubai, U. A. E.
- 2005 – Realidades, de Sonhos, de Sobrado Galeria de Arte Contemporânea, na cidade do Cairo, Egito.
- 2003 – um momento de eternidade, Rencontres internationales de la photographie, Arles, França.
- 2001 – Obsesiones, Centro de la Imagen, Cidade do México, México.
- 2001 – Youssef Nabil, Sobrado Galeria de Arte Contemporânea, na cidade do Cairo, Egito.
- 1999 – Estreia, Cairo-Berlim Galeria De Arte, Cairo, Egito.

### Coletiva
- 2014 - The Divine Comedy. Heaven, Purgatory and Hell Revisited by Contemporary African Artists -Museum für Moderne Kunst (MMK), Frankfurt/Main
- 2013 – Sous influences, arts plastiques et psychotropes, La Maison rouge, Paris, France.
- 2013 – Ici, ailleurs, Friche la Belle de mai, Marseille, France.
- 2012 – Light from the Middle East: New Photography, The Victoria & Albert Museum, London, U.K.
- 2012 – The Royal Academy of Arts Encounter, Cultural Village Foundation Katara, Doha, Qatar.
- 2012 – Tea with Nefertiti, Mathaf Arab Museum of Modern Art, Doha, Qatar.
- 2012 – Édouard et Cléopâtre, égyptomanies depuis le XIXe siècle, Boghossian Foundation, Brussels, Belgium.
- 2012 – Pose/Re-Pose: Figurative Works Then and Now, SCAD Museum of Art. Savannah, Georgia, U.S.A.
- 2011 – Facing Mirrors, Museum of Photography, Thessaloniki, Greece.
- 2011 – Of Women’s Modesty and Anger, Boghossian Foundation, Brussels, Belgium.
- 2010 – Told, Untold, Retold, Mathaf Arab Museum of Modern Art, Doha, Qatar.
- 2010 – Portraits, Galerie Nathalie Obadia, Brussels, Belgium.
- 2009 – Unconditional Love, The Venice Biennale – 53rd International Art Exhibition, Venice, Italy.
- 2009 – Arabesque, Arts of The Arab World, The Kennedy Center, Washington DC, U.S.A.
- 2008 – Far From Home, North Carolina Museum of Art NCMA, North Carolina, U.S.A.
- 2008 – Portraits II, Galeria Leme, São Paulo, Brazil.
- 2008 – Last of the Dictionary Men, BALTIC Centre for Contemporary Art, Newcastle, U.K.
- 2008 – Disguise, Michael Stevenson Gallery, Cape Town, South Africa.
- 2008 – Regards des photographes arabes contemporains, musée national d'Art moderne et contemporain MNAMC, Alger, Algérie.
- 2008 – Perfect Lovers, Art Extra, Johannesburg, South Africa.
- 2007 – Gegenwart aus Jahrtausenden, Zeitgenössische Kunst aus Ägypten, Kunstmuseum, Bonn, Germany.
- 2007 – Dialogues méditerranéens, Saint-Tropez, France.
- 2006 – Arabiske Blikke, GL Strand Museum, Copenhague, Denmark.
- 2006 – Word into Art, The British Museum, London, U.K.
- 2006 – Images of the Middle East, Danish Center for Culture and Development, Copenhague, Denmark.
- 2006 – 19 miradas. Fotógrafos árabes contemporáneos, Centro Andaluz de Arte Contemporáneo, Sevilla, Spain.
- 2005 – Regards des photographes arabes contemporains, Institut du monde arabe, Paris, France.
- 2005 – Nazar, Photographs from the Arab World, The Aperture Foundation Gallery, New York, U.S.A.
- 2005 – L'Égypte, Saline royale d'Arc et Senans, France.
- 2005 – Arab Eyes, FotoFest Houston, Texas, U.S.A.
- 2004 – Nazar: Noorderlicht, The Fries Museum, Leeuwaarden, The Netherlands.
- 2004 – Rites sacrés, rites profanes: Zeitgenossiche Afrikanische Fotographie, Kornhausforum, Bern, Switzerland.
- 2004 – Staged Realities: Exposing the Soul in African Photography 1870–2004, Michael Stevenson Contemporary Gallery, Cape Town, South Africa.
- 2004 – Bamako 03: Contemporary African Photography, Centre de Cultura Contemporània de Barcelona MACBA, Barcelona, Spain.
- 2003 – Rites sacrés, rites profanes, Rencontres africaines de la photographie, Bamako, Mali.

## Publicações
- (pt) Youssef Nabil, Dormir em Meus Braços, de Londres, Autograph ABP, 2007Nabil, Youssef (2007). Sleep in My Arms. London: Autograph ABP
- (pt) Youssef Nabil, Dormir em Meus Braços, Cidade do Cabo, Michael Stevenson, 2007Nabil, Youssef (2007). Sleep in My Arms. Cape Town: Michael Stevenson
- (pt) Youssef Nabil e Octavio Zaya, eu não vou Deixar Você Morrer, Alemanha, Hatje Cantz Verlag, 2008 (ISBN 9783775723060)Nabil, Youssef; Zaya, Octavio (2008). I Won't Let You Die. Germany: Hatje Cantz Verlag. ISBN 9783775723060
- (pt) Youssef Nabil, Youssef Nabil, França, Flammarion, 2013 (ISBN 9782081301115)Nabil, Youssef (2013). Youssef Nabil. France: Flammarion. ISBN 9782081301115